# Daemonorops longispatha
Daemonorops longispatha är en enhjärtbladig växtart som beskrevs av Odoardo Beccari. Daemonorops longispatha ingår i släktet Daemonorops och familjen Arecaceae. Inga underarter finns listade i Catalogue of Life.